# Vinyet de Solsona
El vinyet de Solsona és el territori rural del terme municipal de Solsona.
El seu nom prové del fet que fins a l'aparició de la plaga de la fil·loxera (a la dècada dels 80 del segle xix), el cultiu predominant que en ell s'hi feia era el de la vinya.

## Les partides
La partida era una part del vinyet de Solsona que prenia el nom d'una ermita, d'una masia, d'un accident geogràfic o, fins i tot, d'una persona. Aquests topònims eren emprats pels notaris per a ubicar determinades finques o indrets en els documents que s'escripturaven, cosa que ha fet possible la seva coneixença malgrat que de moltes d'elles fa temps que se'n va perdre l'ús.

### Partides actuals
Actualment encara subsisteixen les següents partides:
- La partida de Sant Pere Màrtir

Situada al quadrant nord-occidental del terme municipal. A la banda de llevant arriba fins al riu Negre i pel sud arriba fins al camí del Castellvell
- La partida de Sant Honorat

Situada al quadrant nord-oriental del terme municipal. A la banda de ponent arriba fins al riu Negre i pel sud arriba fins a la carretera de Manresa.
- La partida de Santa Llúcia

Situada al quadrant sud-oriental del terme municipal. A la banda de ponent arriba fins al riu Negre i pel nord arriba fins a la carretera de Manresa.
- La partida de Sant Bernat

Situada al quadrant sud-occidental del terme municipal. A la banda de llevant arriba fins al riu Negre i pel nord arriba fins al camí del Castellvell.